# Aeschynomene leptophylla
Aeschynomene leptophylla är en ärtväxtart som beskrevs av Hermann August Theodor Harms. Aeschynomene leptophylla ingår i släktet Aeschynomene och familjen ärtväxter.

## Underarter
Arten delas in i följande underarter:
- A. l. leptophylla
- A. l. magnifoliolata